# آرثر إي. كينلي
آرثر إي. كينلي (بالإنجليزية: Arthur E. Kennelly)‏ هو فيزيائي ومهندس ورياضياتي أمريكي، ولد في 17 ديسمبر 1861 في Colaba ‏ في الهند، وتوفي في 18 يونيو 1939 في بوسطن في الولايات المتحدة.

## وصلات خارجية
- آرثر إي. كينلي على موقع الموسوعة البريطانية (الإنجليزية)
- آرثر إي. كينلي على موقع إن إن دي بي (الإنجليزية)